# Till Ottó
Till Ottó (Budapest, 1929. június 30. – Budapest, 2011. szeptember 19.) tanár, zeneiskola-igazgató, az Óbudai Kamarazenekar alapító karmestere, Óbuda díszpolgára. A zene szeretetére, a világ megismerésére és a közösség tiszteletére nevelte a fiatalokat 1953 és 2011 között.

## Életpályája
Erdélyi szász családba született második fiúgyermekként. 1947-ben érettségizett kitűnő eredménnyel a Budapesti Érseki Katolikus Gimnáziumban. 1948 és 1953 között az Állami Zenekonzervatóriumban tanult; hegedűből Katona Béla, zeneszerzésből Sugár Rezső oktatta.
1953-tól Békásmegyeren kezdett hegedűt tanítani. 1954-ben a 3. számú Körzeti Zeneiskola tanára, 1962-től igazgatóhelyettese volt. 1954-ben – 25 évesen – megalapította azt a zenekart, amely 1962-ben Óbudai Kamarazenekar néven működött már az Óbudai Társaskör keretében. 1964-ben a Zeneiskolai Tanárképző Intézetben hegedű- és szolfézstanári diplomát szerzett. 1968 és 1989 között a III. kerületi Állami Zeneiskola igazgatója volt.

## Családja
Édesapja az Attila utcai Elemi Népiskola igazgatója volt. Édesapja zongorázott, édesanyja hegedült. Testvére, Till Géza (1920–2001) zongorázni tanult.
Temetése a Farkasréti temetőben történt.

## Díjai
- Szocialista Kultúráért (1964)
- Oktatásügy Kiváló Dolgozója (1966)
- Ifjúságért Érdemérem (1972)
- Budapest Főváros Művészeti Díja (1981)
- Óbuda díszpolgára (1994)[5]
- Magyar Ezüst Érdemkereszt (2004)
- Óbuda Kultúrájáért díj (2004)

## Emlékezete
- 2016-ban emléktáblát állítottak tiszteletére óbudai lakóhelyén a Budapest III. Vihar utca 4. számú ház homlokzatán.

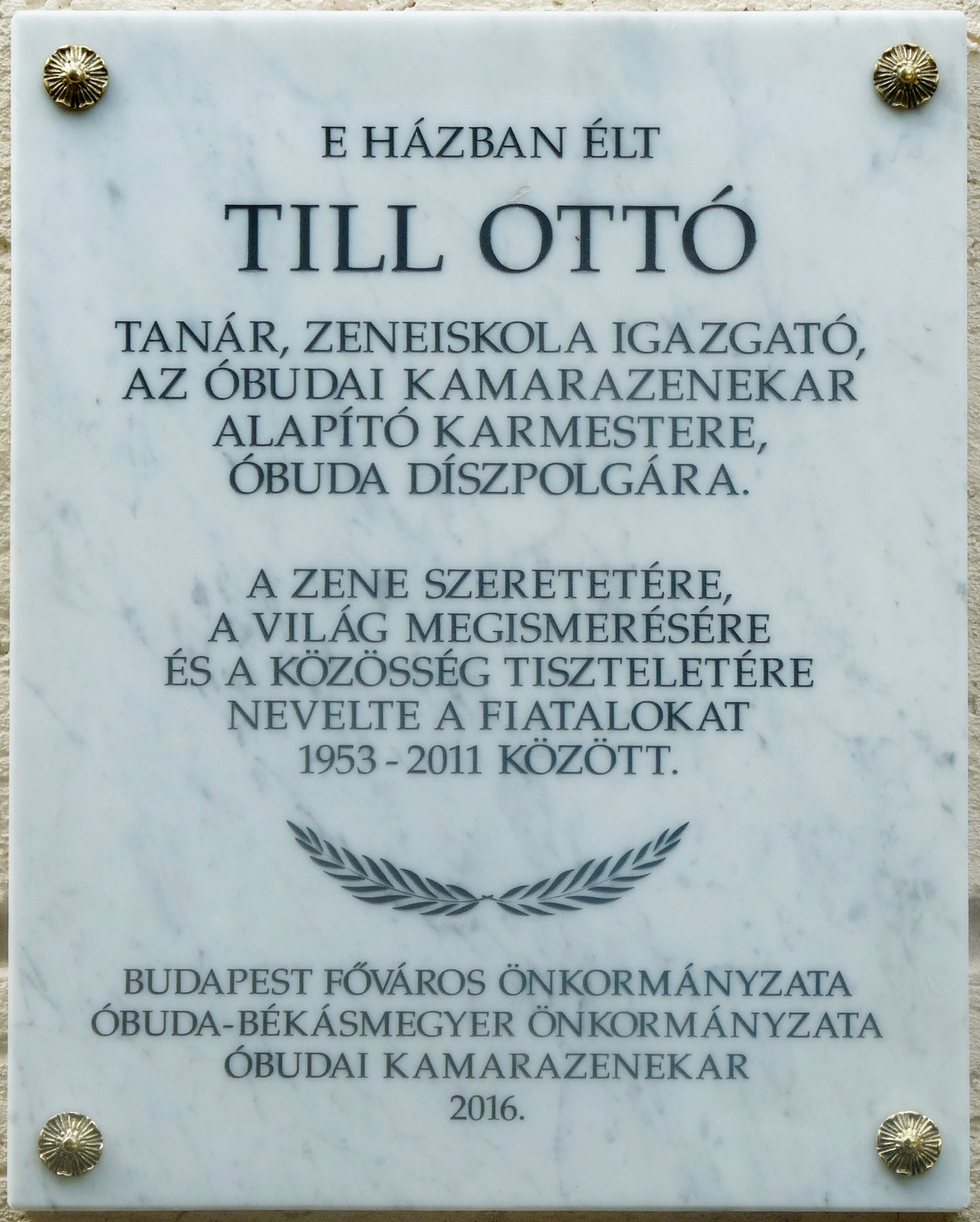
Till Ottó karnagy, hegedű- és szolfézstanár, zeneiskolai igazgató, az Óbudai Kamarazenekar alapítója, Budapest III. kerület díszpolgárának emléktáblája egykori lakhelyén. Felavatva: 2016. május 27-én. (Budapest, III. ker. Vihar utca 4.)

- 2018-ban teret neveztek el róla (A Fényes Adolf utca és a Lajos utca között).[6]

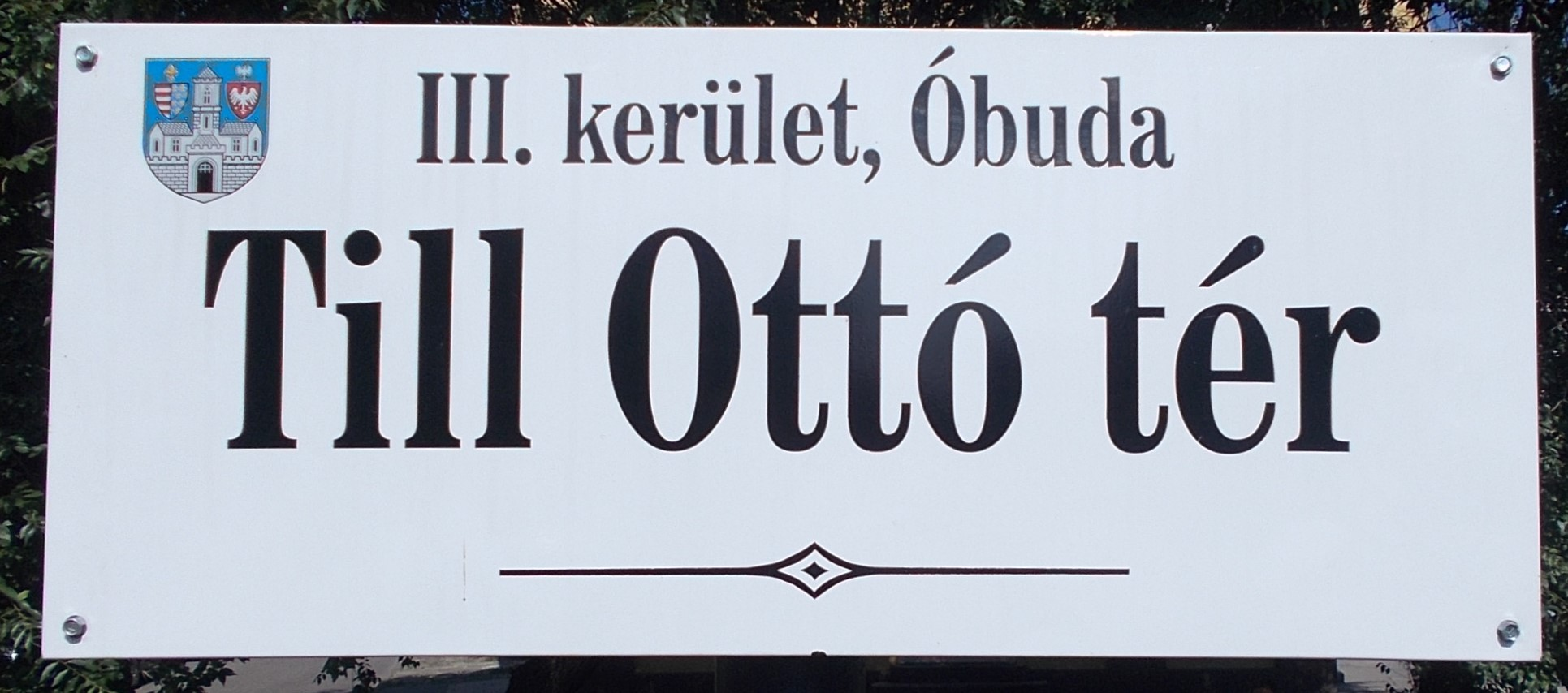
Till Ottó tér név tábla